# Porsche Tennis Grand Prix 1993 - Doppio
Il doppio del torneo di tennis Porsche Tennis Grand Prix 1993, facente parte del WTA Tour 1993, ha avuto come vincitrici Gigi Fernández e Nataša Zvereva che hanno battuto in finale Patty Fendick e Martina Navrátilová con il punteggio di 7–6(6), 6–4.

## Teste di serie
1. Gigi Fernández /  Nataša Zvereva (campionesse)
2. Lori McNeil /  Rennae Stubbs (primo turno)

1. Pam Shriver /  Elizabeth Smylie (semifinali)
2. Zina Garrison /  Conchita Martínez (quarti di finale)

## Tabellone

### Legenda
| - Q = Qualificato - WC = Wild card - LL = Lucky loser | - ALT = Alternate - SE = Special Exempt - PR = Protected Ranking | - w/o = Walkover - r = Ritirato - d = Squalificato |